# Michael Knieriem

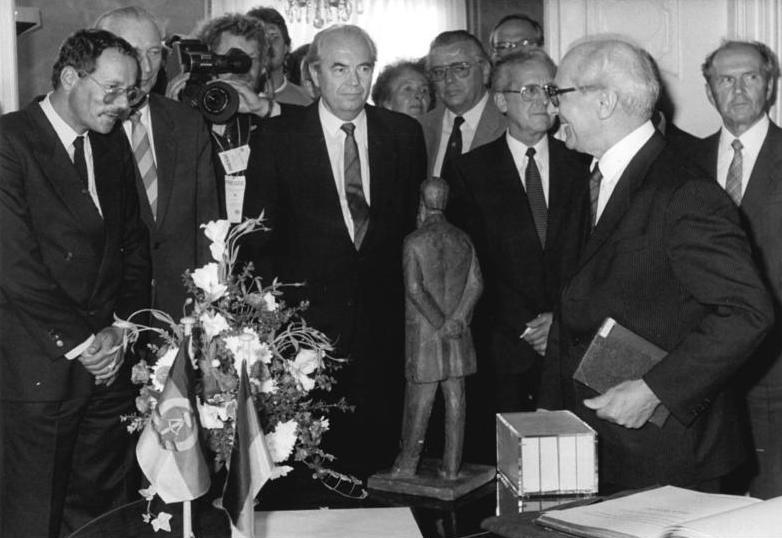
Michael Knieriem empfängt im September 1987 Erich Honecker im Historischen Zentrum.

Michael Knieriem (* 24. Mai 1943 in Lahr/Schwarzwald) ist ein deutscher Historiker und Autor und war Leiter des Museums Historisches Zentrum in Wuppertal.
Der 1992 in Leipzig promovierte Autor zahlreicher Arbeiten über Friedrich Engels, war mehr als zwei Jahrzehnte Direktor des Historischen Zentrums, bis er im  Frühjahr 2008 in den Ruhestand ging. Sein Nachfolger wurde Eberhard Illner.
Knieriem war 2006 von der Kulturdezernentin Marlis Drevermann beauftragt worden, die Rolle Eduard von der Heydts in der Zeit des Nationalsozialismus zu klären, was die zukünftige Rolle und die Benennung des Eduard von der Heydt-Kulturpreises beeinflussen sollte. Die Expertenkommission konnte als Ergebnis keine Bestätigung Eduard von der Heydts als Nationalsozialisten finden, dennoch wurde der Kulturpreis in „Von der Heydt-Kulturpreis“ umbenannt.

## Werke
- Militärpersonen in evangelischen Kirchenbüchern des Niederrheins vor 1800. Teil 1: Der heutige Kirchenkreis Kleve. 1974.
- Ein unbekanntes Auswanderungsgesuch Friedrich Engels´ nach England In: Zeitschrift des Bergischen Geschichtsvereins. 87. Bd., Jg. 1974/76, S. 105–115.
- Friedrich Engels. Cola di Rienzi. Ein unbekannter dramatischer Entwurf. Bearb. und eingel. Peter Hammer Verlag, Wuppertal 1974, ISBN 3-87294-070-8.
- Friedrich Engels als Bremer Korrespondent des Stuttgarter „Morgenblatts für gebildete Leser“ und der Augsburger „Allgemeinen Zeitung“. Karl-Marx-Haus, Trier 1975 (Schriften aus dem Karl-Marx-Haus, 15).
- Die Reisen des jungen Friedrich Engels. Neue Daten zu seiner Biographie mit einer revidierten Zeittafel. Hammer, Wuppertal 1975.
- Profit und Fürsorge. Frühkapitalismus im Bergischen Land. In: Merian: Bergisches Land. 28. Jg., Hamburg 1975, Heft 8S, S. 35 ff.
- Zwei unbekannte Aktenstücke über die Elberfelder Versammlungen im Jahre 1845. Ein Beitrag zur Geschichte des rheinischen Frühsozialismus. In: Mitteilungen des Stadtarchivs Wuppertal, 1 Jg., Heft 1, April 1976, S. 12–21.
- Zwei unbekannte Aktenstücke über Friedrich Engels. In: Romerike Berge. Zeitschrift für Heimatpflege im Bergischen Land. Jg. 26, 1976, S. 125–127.
- Wuppertal anno dunnemals. Seidelmeier, Wuppertal 1977, ISBN 3-8130-0000-1.
- Die Entwicklung der Firma Caspar Engels Söhne. Zugleich ein Beitrag zum sozialen Umfeld des jungen Engels. 1978, ISBN 3-8130-0012-5.(Nachrichten aus dem Engels-Haus, 1).
- Forstorganisation und -personal am linken Niederrhein. Ein Beitrag zur preußischen Beamtenpolitik. In: Mitteilungen der Westdeutschen Gesellschaft für Familienkunde. 66. Jg., 1978, Bd. 28, Heft 45, S. 197–203 und 67. Jg., 1979, Bd. 29, Heft 1, S. 15–21.
- Friedrich Engels' Reise nach Münster im Frühjahr 1840. In: Internationale wissenschaftliche Korrespondenz zur Geschichte der Arbeiterbewegung (IWK). 14. Jg., 1978, S. 486–490.
- Helmut Elsner, Michael Knieriem, Brigitte Traude (Hrsg.): Karl Marx und Friedrich Engels. Ihre Stellung in der Revolution 1848/49. H. Freistühler Verlag, Schwerte/Ruhr 1979.
- Friedrich Engels' Mitschüler auf der Barmer Stadtschule und deren Militärverhältnisse. In: Nachrichten aus dem Engels-Haus. 3, Wuppertal 1980, S. 53–78.
- Die Brüder Ermen in Manchester. Biographische Anmerkungen zu Friedrich Engels' Geschäftspartnern. In: Jahrbuch des IMSF 3. Frankfurt am Main 1980, S. 312–320. Digitalisat.
- Bekannte und unbekannte personengeschichtliche Daten zu Karl Marx und Friedrich Engels, während der Brüsseler Zeit 1845–1848. In: Prokotoll des Internationalen Kolloquiums der Marx-Engels-Stiftung e. V. am 28. November 1980 in Wuppertal-Elberfeld. Voerkel & Co, Wuppertal, 1981, S. 72–107.
- Wuppertal in alten Ansichtskarten. Flechsig, Frankfurt am Main 1979, ISBN 3-88189-063-7.
- Stadterneuerung in Wuppertal. - 1., Arrenberg. Wuppertal 1981.
- Die starke Linke des Alfred Hrdlicka. Der Streit um das Wuppertaler Engels-Denkmal. Galerie & Ed. W 1 Hungerland, Wuppertal 1981.
- Aus den Tagebüchern des Johann Wilhelm Jakob Blank – Eines Jugendfreundes von Friedrich Engels. In: Jahrbuch des IMSF 4. Frankfurt am Main 1981, S. 383–389 Digitalisat.
- Barmen. In: Werner Krötz: Die Industriestadt Wuppertal. Köln 1982, S. 29–36.
- Wer vermittelte Engels' Mitarbeit an den „Deutsch-Französischen Jahrbüchern“? Eine notwendige Ergänzung. In: Beiträge zur Marx-Engels-Forschung 14. Berlin 1983, S. 138–140 Digitalisat.
- Engels als politischer Flüchtling in der Schweiz im Sommer 1849. In: Jahrbuch des IMSF 6. Frankfurt am Main 1983, S. 367–375 Digitalisat.
- Der Barmer „Revolutionsgeneral“ Friedrich Wilhelm Hühnerbein 1816–1893. Eine Richtigstellung. In: Zeitschrift des Bergischen Geschichtsvereins. Bd. 90, 1982/83, 1983, S. 153–161.
- Die Band- und Posamentenweberei des Wuppertals. In: „Mein Feld ist die Welt“. Musterbücher und Kataloge 1784–1914. Eine Ausstellung der Stiftung Westfälisches Wirtschaftsarchiv Dortmund in Zusammenarbeit mit dem Westfälischen Museumsamt Münster, Landschaftsverband Westfalen-Lippe. Dortmund 1984, S. 133–138.
- Cromford – Vorabend der Industrialisierung? In: Die Macht der Maschine – 200 Jahre Cromford – Ratingen. Eine Ausstellung zur Frühzeit des Fabrikwesens. Ratingen 1984, S. 63–81.
- Ein unveröffentlichter Brief Friedrich Engels's zum Tode der Helena Demuth. In: Wuppertaler Rundschau. 8. November 1984.
- Aus den Tagebüchern des Fabrikanten Wilhelm Karl Ehrenfest Jung (1800–1867) in Wuppertal-Hammerstein aus den Jahren 1844–1846. Wuppertal 1984.
- Marx und Engels als Taufpaten im Jahre 1851. In: Jahrbuch des IMSF 8. Frankfurt am Main 1985, S. 270–274 Digitalisat.
- Über Friedrich Engels. Privates, Öffentliches und Amtliches, Aussagen und Zeugnisse von Zeitgenossen, 1846–1849, mit einem Nachtrag 1840–1844. Engels-Haus, Wuppertal 1986 (Nachrichten aus dem Engels-Haus, 2).
- Die Firma „Ermen & Engels“ in Manchester und Engelskirchen im 19. Jahrhundert. In: Marx-Engels-Jahrbuch. 10, Berlin 1986, S. 211–234. Digitalisat
- Das Firmenarchiv von Ermen und Engels in Engelskirchen im 18. und 19. Jahrhundert. In: Jahrbuch des IMSF 12. Frankfurt am Main 1987, S. 322–328. Digitalisat Digitalisat IMSF-Jahrbuch 1987/I Internationale Marx-Engels-Forschung.
- Gewinn unter Gottes Segen. Ein Beitrag zur Firmengeschichte und geschäftlichen Situation von Friedrich Engels. Engels-Haus, Wuppertal 1987 (Nachrichten aus dem Engels-Haus, 5).
- Unbekannter Autograph von Friedrich Engels (1853). In: Beiträge zur Geschichte der Arbeiterbewegung. 29. Jg., Berlin 1987, Heft 2, S. 200–203.
- „Ich bin in eine ganz neue Welt versetzt!“ Zwei unbekannte Briefe von Vater und Sohn Friedrich Engels nach Barmen aus dem Jahre 1838. In: Beiträge zur Geschichte der Arbeiterbewegung. 29. Jg., Berlin 1987, Heft 6, S. 766–771.
- Engelskirchen: Ermen und Engels. In: Bauwelt. 87. Jg., Nr. 22 vom 5. Juni 1987, S. 771.
- Engels' Opa über den Enkel. „Ihr Friedrich … wird einst ein großer Gelehrter werden“. In: Marxistische Blätter. Frankfurt am Main 1985, Heft 5, S. 64–68.
- „Daß der Friedrich von seinem Vater spricht, gefällt mir sehr“. Äußerungen über Friedrich Engels aus 40 bisher unbekannten Familienbriefen der Jahre 1820 bis 1858. In: Marx-Engels-Jahrbuch. 12, Dietz Verlag, Berlin 1989, S. 283–328. Digitalisat
- Die Herkunft des Friedrich Engels. Briefe aus der Verwandtschaft 1791–1847. Karl-Marx-Haus, Trier 1991, ISBN 3-926132-12-4. (mit Margret Dietzen) (Schriften aus dem Karl-Marx-Haus 42).[5]
- Geistliche Briefe an Johann Caspar Engels und seine Frau Louise, geb. Noot, 1798–1821. Zugleich ein Beitrag zum Collenbuschianismus im Wuppertal, Wuppertal 1992 (Nachrichten aus dem Engels-Haus, 9).
- „Wir wollen dem Wupperthale einen Namen machen …“ Eine Dokumentation zur Entstehungsgeschichte des Elberfelder Literaturkränzchens 1838–1844, Wuppertal 1994 (Nachrichten aus dem Engels-Haus, 10).
- Die Gesellschaft der Kindheit Jesu-Genossen auf Schloss Hayn. Aus dem Nachlass des von Fleischbein und Korrespondenzen von de Marsay, Prueschenk von Lindenhofen und Tersteegen 1734 bis 1742. Ein Beitrag zur Geschichte des Radikalpietismus im Siegener- und Wittgensteiner Land, 2002, ISBN 3-932324-94-3 (mit Johannes Burkardt).
- Johann Caspar Engels II (1753–1821). In: Wolfhard Weber (Hrsg.): Bergisch-Märkische Unternehmer der Frühindustrialisierung. (= Rheinisch-Westfälische Wirtschaftsbiographien, Bd. 18), Aschendorff, Münster 2004, S. 66–84.
- Die Presbyterialprotokolle der Evangelisch-Reformierten Gemeinde Sonsbeck von 1717 bis 1770. Habelt, Bonn 2008, ISBN 978-3-7749-3555-6.
- Einigungsbestrebungen in der deutschen Freimaurerei. In: 50 Jahre Vereinigte Großlogen von Deutschland Bruderschaft der Freimaurer. Berlin 2009, S. 19–34.